# Roderick Valley
La Roderick Valley (in lingua inglese: Valle Roderick) è una vasta valle antartica ricoperta di ghiaccio e con andamento nord-sud, che separa le Schmidt Hills e le Williams Hills dal corpo centrale del Neptune Range, nei Monti Pensacola in Antartide. 
La valle è stata mappata dall'United States Geological Survey (USGS) sulla base di rilevazioni e foto aeree scattate dalla U.S. Navy nel periodo 1956-66.
La denominazione è stata assegnata dall'Advisory Committee on Antarctic Names (US-ACAN) in onore del capitano David W. Roderick, dell'United States Air Force (USAF), pilota e vicecomandante dell'Electronic Test Unit nei Monti Pensacola nel periodo 1957-58.